# Condom-d'Aubrac
Condom-d'Aubrac är en kommun i departementet Aveyron i regionen Occitanien i södra Frankrike. Kommunen ligger  i kantonen Saint-Chély-d'Aubrac som ligger i arrondissementet Rodez. År 2022 hade Condom-d'Aubrac 289 invånare.

## Befolkningsutveckling
Antalet invånare i kommunen Condom-d'Aubrac
Referens: INSEE

## Galleri

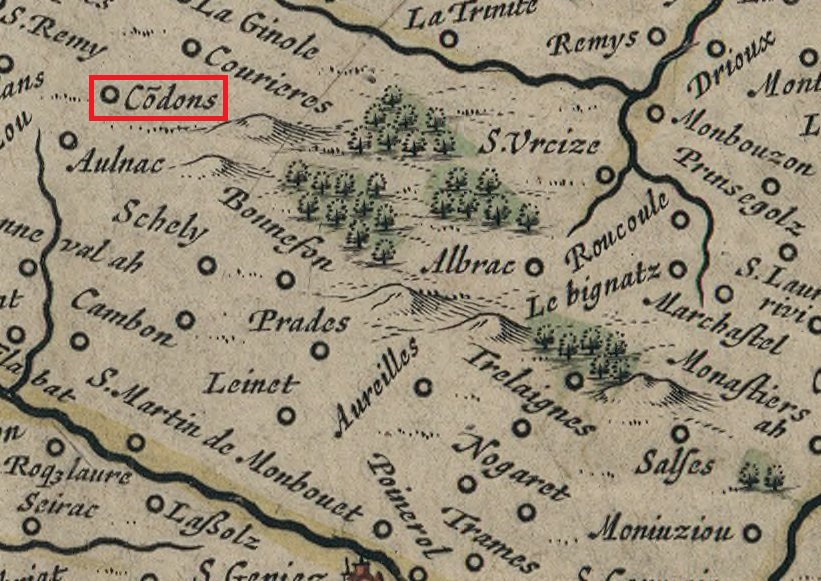
Karta från år 1631
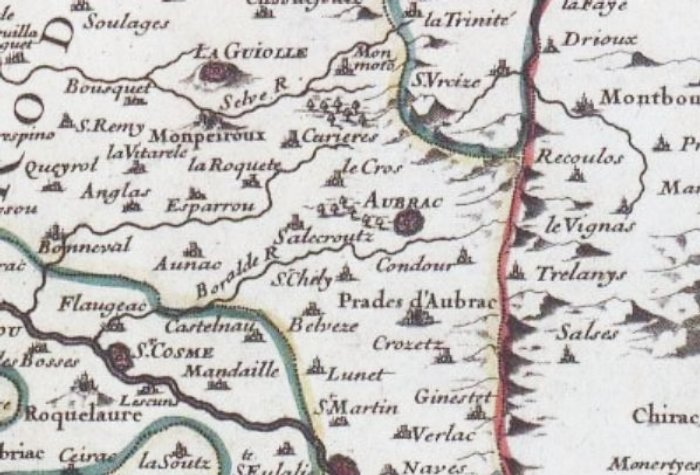